# Стівен Санд
Стівен Санд (англ. Steven A. Sund)  —  американський поліцейський, який служив десятим начальником Капітолійської поліції Сполучених Штатів. Санд був одним з керівників штурму Капітолія США. Після нападу оголосив про свою відставку.

## Освіта
Санд отримав диплом бакалавра та магістра наук Університету Джонса Гопкінса та ступінь магістра з національної безпеки від військово-морської аспірантури. Санд також є випускником Національного виконавчого інституту ФБР (NEI).

## Служба в столичній поліції
Санд служив у столичному поліцейському департаменті округу Колумбія понад 25 років. Його «широко поважали в окрузі та лідери секретної служби США» та інші правоохоронні органи. 
Протягом своєї кар’єри Санд координував низку спеціальних заходів національної безпеки Міністерства внутрішньої безпеки, включаючи президентські інавгурації 2001, 2005, 2009 та 2013 років. Крім того, як командир підрозділу спеціальних операцій він впорався з десятками операціями з вилову  преступників із нульовими втратами.
Санд є автором багатьох посібників зі спеціальних заходів для округу Колумбія та допоміг сформувати національну структуру реагування Департаменту внутрішньої безпеки.
Він також інструктував Секретну службу США «у сфері планування масштабних операцій та викладав систему керування інцидентами в Університеті Джорджа Вашингтона як ад’юнкт-професор».
Стівен пішов у відставку з столичної поліції як командир (заступник начальника) відділу спеціальних операцій.  Після цього він працював у фірмі зокрема як Noblis як директор з розвитку бізнесу для національної безпеки та розвідки.

## Служба в Капітолійській поліції
В 2017 році Санд приєднався до Капітолійської поліції Сполучених Штатів на посаду помічника начальника поліції та начальника оперативного відділу. В червні 2019 року Сунд склав присягу як десятий начальник Капітолійської поліції Сполучених Штатів.
Санд рапортував, що 3 січня він зв’язався з старшим сержантом Палати представників Полом Ірвінгом і старшим сержантом Сенату Майклом  Стенгером, щоб  посилити Національну гвардію перед спільним засіданням Конгресу 6 січня. За словами Санда, його прохання було відхилено Ірвінгом, який висловив занепокоєння щодо "оптики".

### Відповідь на напад на Капітолій у 2021 році
Санд був на зміні, коли 6 січня 2021 року повстанці увірвалися в Капітолій, коли Конгрес підраховував голоси виборців на президентських виборах 2020 року. Повстанці змогли дістатися до залів Сенату та Палати представників, що стало першим випадком з 1814 року, коли будівля Капітолія була знищена.
П'ятеро людей загинули під час повстання, включаючи Браяна Сікніка, офіцера Капітолійської поліції, який помер наступного дня від інсульту. Ще двоє поліцейських, які брали участь у заворушеннях, пізніше покінчили життя самогубством: офіцер поліції Капітолія США Говард Чарльз Лібенгуд і офіцер столичної поліції Джеффрі Сміт.
Поліція Капітолія отримала серйозну негативну критику після того, як було оприлюднено відео, на якому деякі офіцери пропускають учасників заворушень у Капітолій, а інший офіцер знімає селфі з учасниками заворушень.

### Відставка
Рано вранці 7 січня Санд виступив із заявою, захищаючи дії департаменту.
Під час телевізійної пресконференції спікер Палати представників Ненсі Пелосі закликала Санда піти у відставку, посилаючись на «провал керівництва» департаменту, і додала, що Санд не зв’язувався з нею після цієї події. (Пізніше помічник уточнив, що Пелосі та Сунд розмовляли ввечері 6 січня).
Того дня Санд подав заяву про відставку, в якій заявив про свій намір залишатися на посаді до 16 січня. Наступного дня, 8 січня, командування Санда закінчилося; Йогананда Піттман склала присягу виконувача обов’язків начальника поліції Капітолія США, ставши першою жінкою та першою афроамериканкою на цій посаді.

### Наслідки
1 лютого 2021 року Сунд надіслав листа спікеру Пелосі, в якому детально описав події що передували до штурму 6 січня включно. Цей лист було визнано першим докладним звітом тих подій. Санд надав графік запитів допомоги, яку він шукав від місцевих правоохоронних органів і підрозділів Національної гвардії, а також звіт про зустрічі, які він проводив після того, як периметр Капітолія було порушено, в той час як він запрошував підкріплення. перед заключенням в листі Санд визнав збій у деяких системах, «... усе це можна було виправити за допомогою додаткових ресурсів, кращого навчання, оновленої політики та підзвітності». Він не уточнив, які системи вийшли з ладу, але вказав на відсутність розвідки, зазначивши, що чиновники не передбачили «збройного нападу» на Капітолій.
Більше чотирьох годин знадобилося, щоб запитані війська Національної гвардії стягнули в Капітолії. У той час як Пентагон затримував підкріплення Національної гвардії, Санд зміг викликати та скоординувати понад 1700 поліцейських із 18 юрисдикцій до Капітолія, щоб допомогти очистити будівлю від людей та потенційно небезпечних матеріалів.
23 лютого Санд свідчив перед комітетами Сенату про штурм. Пізніше Санд заявив, що шкодує про свою відставку. 
3 березня 2021 року генерал-майор Вільям Вокер, командувач Національної гвардії округу Колумбія, дав свідчення на слуханнях у Сенаті. Його свідчення підтвердили розповідь Санда про події та підтвердили, що Санд справді дзвонив про допомогу Національної гвардії до 6 січня, але сержант озброєння відмовив йому. Вокер засвідчив, що розмовляв із Сандом о 13:49. Вокер розповів що: «Це було термінове прохання» від Санда, «і його голос збентеженим, він був серйозним, йому потрібна була допомога всередині і ззовні, кожен доступний гвардійець». Вокер сказав, що він передав це керівництву армії під час розмови незабаром після цього, «і під час цієї розмови Санд благав негайно отримати підтримку». За кілька хвилин після дзвінка Капітолій було захоплено.
«Те, що сталося 6 січня, ні за яких обставин не можна вважати протестом, мітингом або громадянською непокорою», – написав Санд. «Це було добре сплановане, скоординоване збройне повстання». USCP не сили, підготовки або можливостей, щоб впоратися зі збройним повстанням, в якому беруть участь тисячі людей, які прагнуть насильства та руйнування будь-якою ціною».
Санд стверджував, що поліція Капітолія «не здалася». Він відзначив хоробрість і героїзм офіцерів Капітолійської поліції, які «чисельно переважали і всупереч величезним силам зуміли зберегти членів Конгресу в безпеці».
Капітан USCP К. Мендоза заявив на слуханнях у Конгресі, які транслювалися по телебаченню 23 лютого 2021 року, «на завершення я хочу вшанувати шефа Санда та його керівництво. Я три роки прослужив під його керівництвом вахтовим командиром і особисто переконався в його наполегливій праці та самовідданості. Він був повністю відданий Капітолійській поліції і піклувався про кожного працівника департаменту. Я часто чую, як працівники відділу хвалять його лідерство та його здатність надихати інших. Він вніс значний вплив на наше агентство»."